# Mutilus cardonensis
Mutilus cardonensis is een mosselkreeftjessoort uit de familie van de Trachyleberididae. De wetenschappelijke naam van de soort is voor het eerst geldig gepubliceerd in 1967 door Swain & Gilby.